# Ян Павліковський
Ян Ґвальберт Павліковський пол. Jan Gwalbert Pawlikowski (18 березня 1860, Медика — 5 березня 1939, Львів) — ідеолог польської природоохорони, доктор економіки і права, публіцист і громадський діяч.

## Біографія
Народився в  Галичині, в Медиці під  Перемишлем. Викладав в землеробській Академії в  Дублянах, керував науково-літературним союзом у  Львові. В 1912 році створив у Польщі першу природоохоронну організацію — секцію охорони  Татр при Польському Татранському товаристві. Я. Павліковський — один з організаторів Татранського  національного парку, польської Держради з охорони природи (заступник голови), був автором першого польського закону з охорони природи, затвердженого в 1934 році.
Проте в історію Польщі, як і всього  європейського природоохоронного руху, він увійшов перш за все як екофілософ, ідеолог природоохорони. На відміну від свого німецького сучасника і колеги Гуго Конвенца, що проповідував «музейну» охорону окремих точкових пам'яток природи, Павліковський, великий шанувальник  Дж. Раскіна, зводив турботу про рідну природу, її красу не тільки до науки чи польських державних інтересів, а насамперед до захисту ідеальних цінностей природи.
Класичну працю Яна Павліковського «Культура і природа» було названо в Польщі «Маніфестом ідеології охорони природи», а інша його праця «Про обличчя землі» — « Біблією польської природоохорони».
Для нього охорона природи була не тільки проблемою біологічною, але більше проблемою суспільно-культурною, духовною. Разом з тим, він не зводив її тільки до питань практичних, організаційних чи правових. Багато в чому завдяки Я. Павліковському, любов до природи у поляків на початку XX століття стала «модою».
Величезною заслугою Павліковського в розробці ідеології природоохорони є його дослідження мотивів захисту природи. До цього він, мабуть, підійшов одним з перших у світі. Учений вважав, що двигуном «кожного вчинка є почуття — все розумні причини другорядні». Тому саме естетичні, патріотичні та інші почуття викликають у людини бажання захищати природу.
У своїй класичній статті «Про цілі та засоби охорони природи», опублікованій вперше в 1919 році, і потім в 1920 році передрукованій в польському журналі «Охорона природи», Ян Павліковський розділив природоохоронні мотиви на три групи. До першої він відніс мотив естетичний, спрямований на охорону краси пейзажу. До другої — історико-меморіальний. "Навіть легенда, "прив'язана"до певних витворів природи, таких як дерева, валуни і т.і., може дати привід до їх охорони". До третьої групи вчений відніс природничо-наукову мотивацію.
Ян Павліковський особливо підкреслював, що не в практицизмі, користі потрібно шукати сутність ідеї природоохорони : «Якщо ми задамося метою відтворити генеалогічно ідеї охорони природи, невідомо, чи варто було б нам шукати дуже далеко або дуже близько. Адже людину з витворами природи з'єднували численні і різні узи, і вона завжди намагалася охороняти ті з них, від яких була залежна. Але не там слід шукати витоки ідеї. Ідея охорони природи починається там, де охороняючий робить це не задля матеріальних цілей, не заради пов'язаної з творінням природи, чужої йому історичної чи іншої цінності, а заради самої природи, заради перебування в ній ідеальної цінності». Іншими словами, філософ закликав охороняти  дику природу заради неї самої, і цю мету вважав головною в природоохороні. Дивовижне явище — водоспад, обурювався Павліковський, вимірюють в кінських силах і зробили предметом торгу. На його думку, збереження ділянок дикої природи є накопичення їх цінності. Цінність такого місця зростає з кожним днем. Тільки люди розуміють це занадто пізно.
Я. Павліковський обговорює, як можна вийти з конфлікту цінностей природи:
|  | Якщо в даному випадку гірська природа може служити або для задоволення потреб високого порядку або для задоволення потреб низької цінності, а один спосіб застосування виключає інший, тоді для збереження більш високої ідеальної цінності гірської природи слід виключити застосування іншого. Ніхто не буде з полотен Матейка шити мішки для борошна. |

В іншій своїй праці Павліковський закликав «зберігати обличчя землі заради нього самого, заради його власної ціни. Ціна ця є цінністтю ідеальною, яку тільки може уявити людська культура». На його думку, дика природа — це свобода життя.
Ян Павліковський писав:
|  | Охорона природи є збереження лику землі, отже, її краси і самобутніх рис. Це боротьба з порожнечею, монотонністю і нудьгою, яка пригнічує нас, позбавлена природної чарівності околиць. Природа є нашим спільним житлом - хочемо, щоб це житло не було заїжджим двором, в якому знаходять тимчасовий притулок бродяги, а справжнім домашнім вогнищем, предметом прихильності і нашої опіки, об'єднаним з душею проживаючого, пов'язаним з нею ниткою традицій. Житло характеризує людину. Вигляд Землі нашої дає свідчення духовної культури і взаємно робить на мешканця культурний вплив. Яка людина - таке і житло, але яке житло - така і людина. Любов до природи з'єднує людину з Землею, і адже, власне, ця любов є джерелом і одночасно плодом охорони природи. Відомий той психологічний факт, що перш за все любимо те, що є предметом наших турбот. На цьому шляху якось віддаємо частину нашої душі предмету, про який турбуємося, єднаємося з ним моральними узами. Охорона природи - це діяльна любов, активна, в ній ця любов є, стає реальністю, завдяки їй посилюється. А ця любов для природи має високу моральну цінність. Зміцнює вона зв'язок солідарності з усім сущим, розширює горизонти наших шляхетних почуттів, є джерелом шляхетного безкорисливого задоволення, дає думці спокій і відпочинок. Якщо чарівність природи в результаті часто не впливає, то це тому, що ми не вміємо дивитися на неї. Наші очі розкриваються тоді, коли відчуваємо, що зобов'язані дивитися. Охорона природи облагороджує не тільки лик Землі, вона облагороджує людину (...). |

На думку екофілософа, тільки природа первозданна та вільна гідна любові. Екофілософ остерігав від використання любові до природи в комерційних цілях. «Черга настала і для красивої, повної свіжості і сили ідеї любові до природи. Винесена на торг як мода, в житті вона прищепилася під двома гаслами: зробити природу красивішою і зробити її доступнішою. Самі по собі ті гасла невинні і могли бути навіть корисними, але у виконанні стали небезпечними і часто убивчими для ідеї».
У середині 1930-х років польський уряд вирішив активно розвивати туризм і спорт в  Татрах, де природоохоронці мріяли створити резервати та  національні парки для збереження решток ділянок дикої природи. Однак поборникам будівництва кемпінгів і лижних трас вдалося лобіювати свій проект. На знак протесту уся польська Держрада з охорони природи на чолі з Я. Павліковським подала у відставку. Більше того, 75-річний вчений робив і інші зусилля на захист улюблених його серцю Татр — писав звернення в уряд, виступав у пресі. Проте все виявилося марно. Комерційне лобі перемогло. Від горя серце вченого не витримало, і 5 березня 1939 він помер у Львові. Похований на старому цвинтарі у м. Закопане, що у південній Польщі.

## Публікації
- Павликовский Я. Культура и природа // Про ЭКО, спецвыпуск бюлл. «Охрана дикой природы». — 1996. — № 11. — С. 38—40.
- Pawlikowski G.J. Mistyka Słowackiego. — Wyd-wo: Uniwersytet Warszawski, 424 s.
- Pawlikowski J.G. Kultura a natura. — Krakow-Warszawa: Lamus, 1913.- T. 4.
- Pawlikowski J.G. O celach i srodkach ochrony przyrody // Ochrona przyrody. — 1920. — № 1. — С. 5—11.
- Pawlikowski J.G. Rzut oka na historie ochrone przyrode, jej znaczenie i sposoby realizacii // Skarby przyrody i ich ochrona. — 1932.— С. 1—15.
- Pawlikowski J.G. O lice Ziemi. — Warszawa, 1938. — 450 c.

## Про нього
- Борейко В. Е. История охраны природы Украины. — К.: Киев. эколого-культурный центр, 1997. — Т. 1. — 304 с.
- Kolbuszewski J. Ochrona przyrody a kultura. — Wroclaw, 1992. — 206 s.
- Szafer W. Z teki przyrodnika. — Warszawa, 1964. — 119 s.
- Szafer W. Zarys historii ochrony przyrody w Polsce // Ochrona przyrody i jej zasobow, 1965. — Т. 1. — Krakow. — S. 53—105.
- Wodziczko A. Zaslugi naukowe Jana Gwalberta Pawlikowskiego na polu ochrony przyrody // Kosmos. — 1939. — № 2. — S. 137–148.